# هاغت كلارك
هاغت كلارك (بالإنجليزية: Huguette Marcelle Clark)‏ هي رسامة وموسيقية أمريكية، ولدت في 9 يونيو 1906 في باريس في فرنسا، وتوفيت في 24 مايو 2011 في ماونت سيناي بيت إسرائيل في الولايات المتحدة.